# Tony Currenti

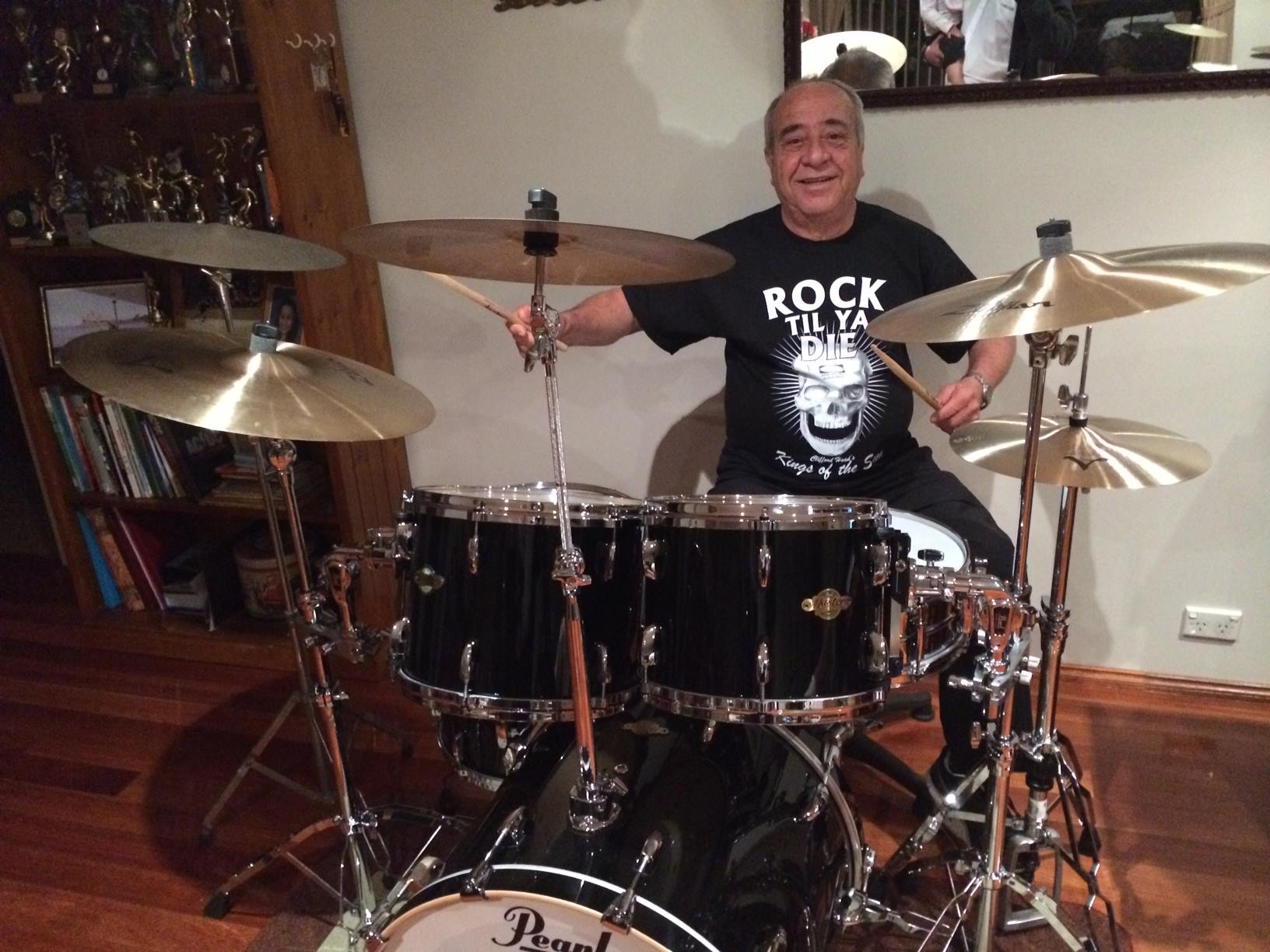
Tony Currenti in 2014

Tony Currenti (soms gespeld als 'Kerrante') is een Italiaanse drummer, die bekend is door zijn werk bij de Australische hardrockband AC/DC. Hoewel Peter Clack de officiële drummer was en samen met AC/DC concerten gaf, speelde Tony Currenti tijdens de opname van het debuutalbum High Voltage. Naast de Australische versie van dit album is zijn drumwerk ook op twee nummers van de internationale versie te horen.
Tony Currenti is ook lid van The 69'ers geweest.

## Voetnoten
- "Two Sides To Every Glory", Paul Stenning, 2005
- "Metal Hammer & Classic Rock present AC/DC", Metal Hammer magazine special, 2005